# FernGully: The Last Rainforest
FernGully: The Last Rainforest (FernGully: As Aventuras de Zak e Crysta na Floresta Tropical, no Brasil; e As Aventuras de Zak e Crysta na Floresta Tropical, em Portugal) é um filme americano-australiano animado, de 1992, dirigido por Bill Kroyer, produzido por Peter Faiman e Wayne Young, e escrito por Jim Cox. O filme foi baseado no livro homônimo de Diana Young. Em 1998, é seguido pela continuação FernGully 2: O Resgate Mágico.

## Sinopse
Numa floresta tropical, criaturas mágicas pedem ajuda a um humano quando veem a ameaça de destruição por causa do desmatamento, com a chegada de máquinas e tratores. O drama se torna maior quando uma árvore que está para ser derrubada pode libertar o espírito do mal.

## Vozes
- Samantha Mathis - Crysta
- Jonathan Ward - Zak Young
- Tim Curry - Hexxus
- Christian Slater - Pips
- Robin Williams - Morcego "Morci"
- Grace Zabriskie - Magi Lune
- Geoffrey Blake - Ralph
- Robert Pastorelli - Tony
- Cheech Marin - Stump
- Tommy Chong - Root
- Tone Lōc - Goanna
- Townsend Coleman - Knotty
- Neil Ross - Pai de Crysta

## Trilha Sonora
1. Life Is a Magic Thing
2. Batty Rap
3. If I'm Gonna Eat Somebody
4. Toxic Love
5. Raining Like Magic
6. Land of a Thousand Dances
7. A Dream Worth Keeping
8. Some Other World